# Dazz Band
De Dazz Band is een Amerikaanse funkband, die vooral in de jaren tachtig van de twintigste eeuw hits scoorde. Een van hun bekendste hits was "Let It All Blow" (uitgebracht in 1984).

## Hitlijsten
| Single met eventuele hitnotering(en) in de Nederlandse Top 40 | Datum van verschijnen | Datum van binnenkomst | Hoogste positie | Aantal weken | Opmerkingen |
| ------------------------------------------------------------- | --------------------- | --------------------- | --------------- | ------------ | ----------- |
| Let It All Blow                                               | 1984                  | 02-02-1985            | 10              | 8            |             |